# San Pedro (Pantón)
San Pedro es una aldea española actualmente despoblada, que forma parte de la parroquia de Pombeiro, del municipio de Pantón, en la provincia de Lugo, Galicia.

## Localización
Está situado a 150 m de altitud, junto a la presa del embalse de San Pedro, en el río Sil. El núcleo se encuentra junto a la línea de ferrocarril Monforte de Lemos-Redondela y dispone de un pequeño apeadero con servicios de media distancia.

## Demografía
| Gráfica de evolución demográfica de San Pedro entre 2000 y 2019 |
|                                                                 |
| Datos según el nomenclátor publicado por el INE.                |